# Popy Basily
Popy Basily is een Nederlandse muzikant. Hij stamt uit een zeer muzikale Sintifamilie, waar al sinds vijf generaties muziek gemaakt wordt. Zelf begon hij met gitaarspelen toen hij elf jaar oud was.
Popy is de sologitarist van de Basily Gipsy Band. Deze formatie speelt een eigen interpretatie van instrumentale gipsy jazz in de traditie van de Hot Club de France. Ze hebben een eigen identiteit ontwikkeld door de jazz te combineren met traditionele invloeden van de Balkan, blues en flamenco. In Nederland heeft de band op vrijwel alle jazzpodia gestaan en wereldwijd op grote jazzfestivals, waaronder het North Sea Jazz Festival, het Jak Festival in Indonesië, het Django Reinhardt Festival in Samois-sur-Seine, het International Gipsy Festival in Oslo, de New Yorkse jazzclub Birdland en het Copenhagen Jazz Festival.
Door veel in Denemarken te spelen en steeds nieuwe gasten uit heel Europa uit te nodigen, heeft Popy Basily de gipsy jazz in Denemarken populair gemaakt en is hij een graag geziene gast in de gipsy-jazzwereld van Scandinavië geworden. Een optreden met Stéphane Grappelli en optredens op privéfeesten van The Rolling Stones en Jeff Beck beschouwt hij als hoogtepunten in zijn muzikale carrière.

## Volgende generatie
De leden van de Basily Gipsy Band zijn de vaders en ooms van de The Basily Boys: vier jonge gitaristen die in 2009 de halve finale bereikten van Holland's Got Talent.